# Dailou
Dailou (kinesiska: 戴楼, 戴楼乡) är en socken i Kina. Den ligger i provinsen Jiangsu, i den östra delen av landet, omkring 110 kilometer norr om provinshuvudstaden Nanjing.
Genomsnittlig årsnederbörd är 1 199 millimeter. Den regnigaste månaden är juli, med i genomsnitt 271 mm nederbörd, och den torraste är december, med 26 mm nederbörd.